# 新党 (台湾)
新党（しんとう、台: 新黨）は、中華民国の泛藍連盟系の政党。反台湾独立(中国統一)を掲げている。かつては反共も掲げていたが中華人民共和国の経済成長後は党論の少数派となった。2024年中華民国立法委員選挙における得票数は4万票で得票率0.3％を下回った。

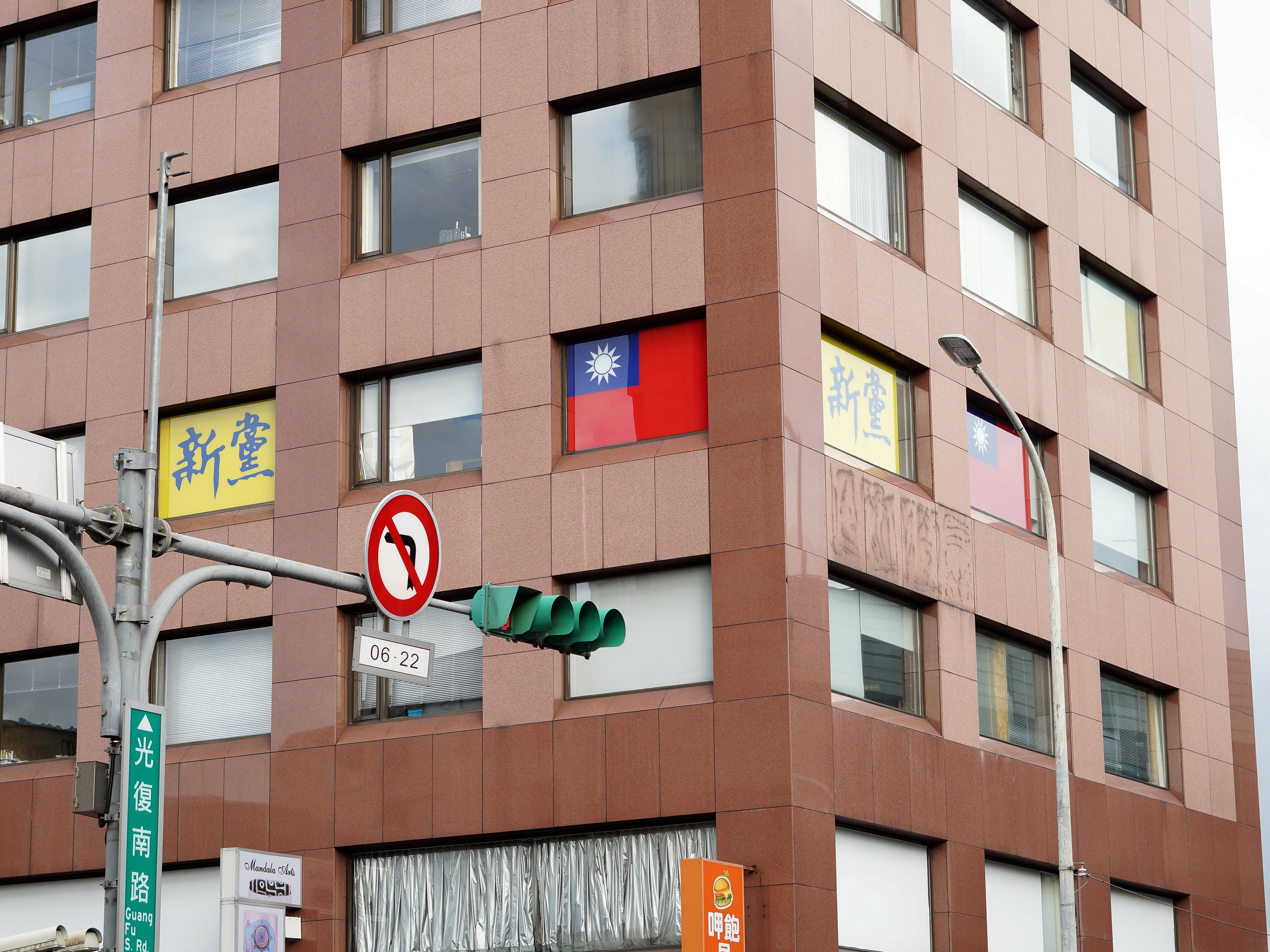
新党全国委員会

## 歴史
1993年（民国82年）、李登輝総統の独立志向に反発した立法委員を中心に結成。国民党や無党団結連盟と共に、中国再統一（両岸統一）を主張する泛藍陣営に属し、大陸との経済統合による「大中華経済圏」を主張し、泛藍陣営の中でも両岸統一には特に積極的である。主席（党首）を務める郁慕明は胡錦濤や習近平両総書記と会見するなど中国共産党と太いパイプを持つ。2013年には右翼の中華統一促進党から左翼の労動党までの統派を結集させた「促進中華民族和平統一政治団体連合会議」を開き、元中華民国陸軍軍官学校校長・退輔会主任で新党顧問の許歴農が議長を務めて共同声明が発表された。2017年12月に台湾当局は中国の国務院台湾事務弁公室から資金援助されていたとして複数の新党幹部に捜査と身柄拘束 を行って中国当局と新党はこれに反発した。
福建省に属する金門県・連江県および台北市以外の地域での支持は低い。2009年にインターネット上で本省人を差別していたことが露見して新党所属の立法委員が辞任する事件が起きており、これを受けて台湾では台北人を天龍人と呼ぶことが流行した。台北市などの地方議会で議席を持つも、1995年の第三回中華民国立法委員選挙から2004年の第六回中華民国立法委員選挙まで立法院に議席を獲得していたが、2008年の第7回立法委員選挙からは立法院での議席を確保できていない。